# LINE NEWS
LINE NEWS（ライン・ニュース）は、LINE株式会社が運営するコミュニケーションアプリLINE(ライン)におけるニュース配信プラットフォーム。
全国・地方問わずマスメディアの報道機関（新聞・テレビ・ラジオ）や通信社、スポーツ紙、雑誌、WEB専用媒体等がLINEアカウントメディアプラットフォームへ参画し、各社からLINEの利用者に対しニュース提供・配信を行っている。

## ニュース提供元一覧
- 朝日新聞デジタル
- 読売新聞
- 産経新聞
- 時事通信ニュース
- BBC News
- AFPBB News
- デーリー東北
- 岩手日報
- 新潟日報CHOICE
- ちばとぴ＆千葉日報
- 茨城新聞クロスアイ
- 熊本日日新聞
- 岐阜新聞
- 伊勢新聞
- 南日本新聞
- 大分合同新聞
- 山梨日日新聞
- 山口新聞
- 宮崎日日新聞
- AGARA 紀伊民報
- 高知新聞
- 北海道新聞
- 東奥日報
- 河北新報
- 秋田魁新報
- 山形新聞
- 福島民報
- 福島民友
- 下野新聞
- 上毛新聞
- 埼玉新聞
- 東京新聞
- 神奈川新聞
- 静岡新聞
- 福井新聞
- 日本海新聞
- 京都新聞
- 大阪日日新聞
- 神戸新聞NEXT
- 山陽新聞デジタル
- 愛媛新聞ONLINE
- 高知新聞
- 大分合同新聞
- 佐賀新聞LIVE
- 西日本新聞
- 長崎新聞
- 山口新聞
- 沖縄タイムス
- 琉球新報
- テレビ朝日芸能＆ニュース
- 千葉テレビ放送
- 北海道文化放送
- J-WAVE NEWS
- TBSラジオ ダイジェスト
- TOKYO FM+ news
- ニッポン放送しゃベル
- スポーツニッポン
- 日刊スポーツ
- サンスポコム
- スポーツ報知
- デイリースポーツ
- 東スポWeb
- ORICON STYLE
- ダイヤモンド・オンライン
- ニューズウィーク日本語版
- PRESIDENT
- 現代ビジネス
- 映画.com
- サッカーキング
- TechCrunch Japan
- アスキー
- クックパッドニュース
- Fasionsnap.com
- All About
- 週プレNEWS
- 愛カツ
- 日刊SPA!
- ＆GP
- ゲットナビ
- honeyee.com
- HOUYHNHNM
- LEON
- ar web
- ananweb
- 高校野球ドットコム
- BiCYCLE CLUB
- テックインサイト
- 朝時間.jp
- いぬのきもち・ねこのきもちNEWS
- ヨミドクター（読売新聞）
- Tasty Japan
- Car Watch
- CINRA.NET
- ビジネスインサイダージャパン
- WWDジャパン
- ウォーカープラス
- ウレぴあ総研
- サライ
- ファンファン福岡
- web eclat
- CanCam
- CREA
- レシピブログ
- LOVE LIFE
- mamumemo（マムメモ）
- シネマトゥデイ
- アニメ！アニメ！
- webスポルティーバ
- サッカーダイジェストWeb
- ベースボールキング
- 週刊文春
- 週刊女性（週刊女性PRIME）
- BuzzFeed Japan
- 乗り物ニュース
- Forbes JAPAN
- リンネルクラリネ
- GDOゴルフニュース
- sorae.jp
- MANTANWEB
- コーデスナップ
- 暮らしニスタ
- ママリ-mamari-
- わんちゃんホンポ
- ダ・ヴィンチニュース
- アゴラ
- ニュースイッチ（日刊工業新聞）
- Billboard JAPAN NEWS
- RUNNET（ランネット）
- 電撃オンライン
- MonoMax Web
- 枚方つーしん
- tennis365.net-テニス365
- HAIR
- RoomClip mag
- クックパッド ベビー
- Japaaan
- MTV NEWS
- Stereosound
- 弁護士ドットコム
- senken trend news
- Jタウンネット
- トラベルjp＜たびねす＞
- AUTOSPORTweb
- ぐるなびNEWS
- 4Gamer
- 朝日こども新聞
- Woman Insight
- SPUR
- MORE
- BAILA
- Marisol
- LEE
- OurAge
- MAQUIA
- Number Web
- ブルームバーグ
- C CHANNEL
- ハフィントンポスト日本語版
- 北陸・信越観光ナビ
- ハウコレ

## オリジナルドラマ
2018年から、スマートフォン上での視聴に最適化された、全編10分程度の短編からなる、連続ドラマの提供を行っている。
- ミライさん（全5話）（2018年9月8日 - 10月6日[1]）

### 上下関係W
2021年7月、VISION2周年記念ドラマ「上下関係」が配信。 2022年6月「上下関係」が米国アカデミー賞公認の国際短編映画祭『SSFF＆ASIA2022』特別賞受賞。2022年8月、「LINE NEWS」の動画コンテンツ「VISION」において、コンテンツレーベル「上下関係W（ワールド）」を発足、その後も上下関係をテーマにした縦型ドラマを配信している。
VISION2周年記念ドラマ
- 上下関係（全10話）（2022年7月30日 - ）主演：窪塚洋介、出演：河合優実、大島優子、降谷建志、田中麗奈、でんでん、板尾創路

上下関係W
- 終わらせる者（全10話）（2022年9月22日 - ）主演：玉山鉄二、出演：岡山天音、冨永愛、さとうほなみ、田中直樹、荒木飛羽、早乙女太一
- トップギフト（全11話）（2022年10月7日 - ）主演：唐沢寿明、出演：石井杏奈、安達祐実、安藤政信、藤森慎吾、菅生新樹、佐津川愛美

## VISIONシリーズ
2019年から、「VISION」シリーズと題し、タレントとクリエイターが制作したショートムービーが公開されるコンテンツの提供が行われている。

### 2019年
- 柴田秀之×佐々木優「一皿の芸術」6月26日〜7月31日
- 中村里帆×有光文弥「peek a boo」
- 黒羽麻璃央×いとうあらた「2.5D /しずる。」
- 戦慄かなの×石川智徹「アイドル脳内相関図」
- 東京藝術大学 佐藤雅彦研究室「ご協力願えますか 佐藤雅彦研究室」
- 遠藤理子×イリエナナコ「VIVID Anatomy」
- 片山友希、井之脇海、仁村紗和、中田圭祐、吉田志織、市川知宏、鈴木Q太郎×林隆行「また会いましたね」
- 印度カリー子×村松優翔 / 渡邉翼「カレーに恋する女の子」
- ゆうこす×のむらなお「すがもとゆうこす日記」
- OMESS×たけうちんぐ「ONE RAP, ONE CAM」
- 安井竜樹×坪井隆寛「ゲリラ・ガーデニング・トーキョー」
- パーパー×西本達哉「二人合わせてパーパーです」
- Mega Shinnosuke×マルルーン「ミュージックビデオをつくろう」
- 吉澤嘉代子×松永つぐみ「"夢映し"」
- 瀬戸あゆみ×前川まりな「旅する2人 Girl or Lady?」
- リリースペイシー×宮嶋風花「Lily’s Radio!」
- 芋生悠×岡太地「年上日記.」

### 2020年
- 葉媚×村田唯「よーびとおいしい台湾失恋旅。」
- 籾木芳仁×布村喜和「ゆれるせいかつ」
- チョーヒカル×市川稜「超動物旅」
- 吉村界人×アベラヒデノブ「大晦日になにやってんだよ」
- tsunekawa×加藤綾佳「旅するクリームソーダ」season1
- さいあくななちゃん×たけうちんぐ「ロック(69)秒の芸術」
- 佐々木悠×佐々木優「Two SnowRiders 極限の対話」
- やついいちろう×野﨑浩貴「メジャーガール 〜デビューはお手のもの〜」
- AK-69×小林勇貴「AK学園」
- 新しい学校のリーダーズ×谷口猛「新学奇の記録」
- VIDEOTAPEMUSIC×天野大地「Our Music」
- 佐藤雅彦研究室の「またまた、ご協力願えますか」
- カンニング竹山×栗原甚「コロナをぶっとばせ！(カンニング竹山編)」
- 笠松将×柳明菜「つながりたくて、嘘をつく」
- アイドル×二宮ユーキ「会えるまで、おうちで。」
- 小野友樹×佐木郁「スクリーンポップタイム」
- 田島芽瑠（HKT48） × 岡太地「年下日記online」
- MIYAVI×Ishiharas「MIYAVI'S FAMILY」
- 田村淳/田村亮(ロンドンブーツ1号2号)×栗原甚「コロナをぶっとばせ！(田村淳/田村亮編)」
- タマキ×中西綾「ティルドーンサーカス」
- ウエキトシヒロ×堀田陽子「いただきますは、いっしょに。」
- オカモトコウキ(OKAMOTO'S)×前川まりな「デスクトップ・ミュージッククラス」
- 駒木根葵汰×山浦未陽「写す、綴る、ハタチ。」
- フワちゃん×栗原甚「フワちゃんのうーわーEats!!」
- 伊藤万理華×アベラヒデノブ「私たちも伊藤万理華ですが。」
- 竹内力×NIN(小名良平×宮腰達也)「おしえて！タケウチヘラクレス」
- 才川コージ×もりすけ / morisuke「サラリーマン身のこなし講座」
- 林家けい木×横山翔一「RAKUGO ASOBI」
- ［Alexandros］×岩井俊二「夢で会えても」
- 清水みさと×大金康平「Life Work 〜28歳の卒業制作〜」
- 原田ちあき × 坂本渉太「原田ちあきの明日も可愛く生きようね」
- A/LIVE(エーライブ)

### 2021年
- 駒林怜 × 杉岡知哉「ふつうな女の子」
- Poetic Mica Drops × 宮嶋風花「今日、京都とミカと猫。」
- 中村守里 × 上村奈帆「そらぞら」
- 陳内将 × 井樫彩「おいしい毎日」
- カツセマサヒコ × 松本花奈「#love_delusion」
- 武尊 × 山口勇貴「武尊チャンピオンロード」
- まいきち、Siwoo × 波多野功樹「あなたにうたを。」
- 田中要次 × ゲスト「VISION Lounge」
- 水橋研二 × 桃月なしこ「fAct」
- 花沢将人 × 宮本諒「趣味って、探すもんじゃないけど。」
- ジャンボたかお × シイナナルミ「恋愛法廷 〜だから私は告訴した!〜」
- tsunekawa × 加藤綾佳「旅するクリームソーダ」season2
- 塩野瑛久 × 亀山睦実「ソムニウム」
- きゃりーぱみゅぱみゅ × ゲスト「ポリコレってなんだ!?」
- まめきちまめこ × ぼる塾「ニートの日常」
- ステレオテニス × 松平直之「LOCAL FOOD ASMR」
- 田村芽実 × 根本宗子「20歳の花」
- 前田旺志郎 × 須藤しぐま「THE LONGHAIR SEVEN」
- 窪塚洋介 × 柿本ケンサク「上下関係」
- 山本千尋 × ZEN「EXTREME ACTION」
- 板尾創路 × ゲスト「板尾イズム」7月30日〜
- 神聖かまってちゃん × たけうちんぐ「人類皆かまってちゃん」8月30日〜10月18日
- 大原優乃 × 宮部一通「人類最後の〇〇」9月7日〜
- RK × あああつし「SNSスマホ術」9月23日〜

### 2022年
- 咲太朗 × 中田絢千「密室メン」5月5日〜

## LINE NEWS Select
2023年5月30日より、LINEは「あの界隈」の「今日のコンテンツ」がまとめてわかるLINE公式アカウント「LINE NEWS Select」の提供を開始した。LINE NEWS Selectにはジャンル別に18個の公式アカウントがあり、自分の好きなジャンルの最新の情報をチェックできる。